# 台5線
台5線（たいごせん）は、台北市から基隆市に至る台湾省道であり、「北基公路（ぺいきいこうろ）」と称される。台5線には台5甲、乙の合計2支線がある。

## 概要
- 全長：27.916Km
- 起点：台北市中正区（行政院前の交差地点）
- 終点：基隆市仁愛区（基隆駅前の交差地点）
- 経由地：

## 歴史
| 年 | 月日 | 事跡 |
| -- | ---- | ---- |

## 通過する自治体
- 台北市
  - 中正区 - 大安区 - 信義区 - 南港区
- 新北市
  - 汐止区
- 基隆市
  - 七堵区 - 暖暖区 - 仁愛区

## 接続する道路
- 高速道路
  - 汐止IC
  - 新台五路IC

## 支線

### 甲線
基隆市七堵区と新北市汐止区間の連絡道路である。六堵橋を起点とし、六堵・五堵・市界などを経て汐止市区に至り、台5本線と合流する。 全長8.623Km。

### 乙線
新北市汐止区五堵から国道1号汐止ICまでを結ぶ道路である。全長約2.0Km。2013年6月17日に行政院告示台5乙線により全線廃止された。